# The Element of Freedom
The element of freedom (El Elemento de Libertad) es el cuarto álbum de estudio de la cantante estadounidense de soul y rhythm and blues Alicia Keys. Este fue lanzado por el sello J Records a finales del año 2009.

## Listado de canciones
- Edición estándar

| CD  |                                              | |          |  |
| N.º | Título                                       | Escritor(es)                                                                                       | Duración |  |
| 1.  | «Element of Freedom» (Intro)                 | | 0:12     |  |
| 2.  | «Love Is Blind»                              | Alicia Keys, Jeff Bhasker                                                                          | 3:49     |  |
| 3.  | «Doesn't Mean Anything»                      | Keys, Kerry Brothers, Jr.                                                                          | 4:27     |  |
| 4.  | «Try Sleeping with a Broken Heart»           | Bhasker, Keys, Patrick "Plain Pat" Reynolds                                                        | 4:09     |  |
| 5.  | «Wait Til You See My Smile»                  | Keys, Bhasker, Kasseem Dean                                                                        | 4:01     |  |
| 6.  | «That's How Strong My Love Is»               | Keys                                                                                               | 4:04     |  |
| 7.  | «Un-Thinkable» (I'm Ready)                   | Keys, Aubrey Graham, Brothers, Noah "40" Shebib                                                    | 4:09     |  |
| 8.  | «Love Is My Disease»                         | Keys, Brothers, Toby Gad, Meleni Smith                                                             | 4:01     |  |
| 9.  | «Like the Sea»                               | Keys, Bhasker                                                                                      | 4:13     |  |
| 10. | «Put It in a Love Song» (con Beyoncé)        | Keys, Dean                                                                                         | 3:15     |  |
| 11. | «This Bed»                                   | Keys, Brothers, Steve Mostyn                                                                       | 3:45     |  |
| 12. | «Distance and Time»                          | Keys, Brothers, Mostyn                                                                             | 4:27     |  |
| 13. | «How It Feels to Fly»                        | Keys, Brothers                                                                                     | 4:42     |  |
| 14. | «Empire state of mind (Part II) Broken Down» | Keys, Al Shuckburgh, Shawn Carter, Jane't Sewell-Ulepic, Angela Hunte, Bert Keyes, Sylvia Robinson | 3:36     |  |